# Liberté de religion
Pour les articles homonymes, voir Liberté (homonymie).

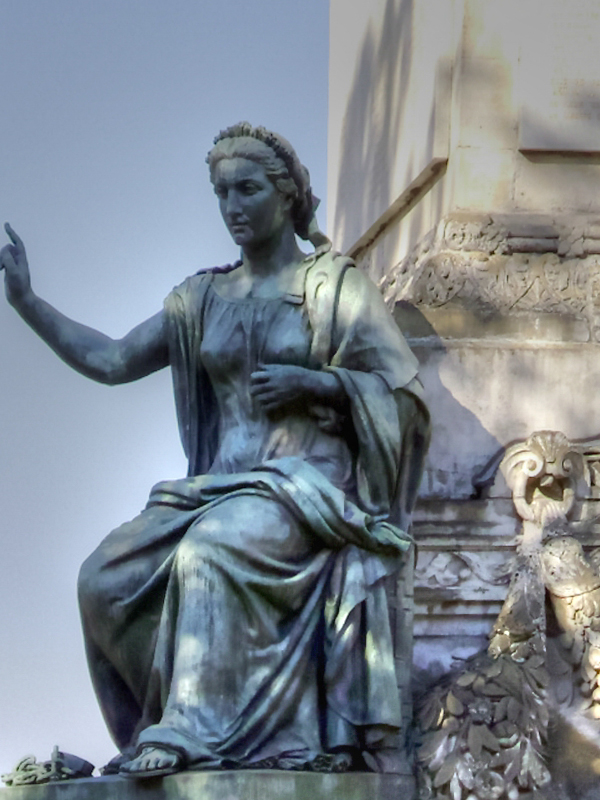
La Liberté de religion, par Eugène Simonis, colonne du Congrès, Bruxelles.

La liberté de culte, liberté de religion ou liberté de croyance est le droit subjectif fondamental des personnes de choisir et de pratiquer une religion donnée ou aucune. Par extension, elle fait référence aux textes de droit, déclarations, pactes, conventions, lois, textes constitutionnels divers qui permettent d'affirmer, défendre, étendre ou limiter ce droit. La liberté de religion est, avec le sécularisme (laïcité), l'un des aspects essentiels de la liberté de conscience.
Selon Jean Baubérot, la liberté de pensée donne à l'individu les outils intellectuels lui permettant de choisir et d'exercer avec discrimination et libre arbitre, ses choix de conscience, de religion, de conviction. La liberté de conscience est considérée comme absolue dans les textes fondateurs, elle correspond à la vie intérieure de la personne. L'expression de cette liberté de conscience en liberté de conviction, qui englobe la liberté de religion et dans laquelle on peut inscrire également la liberté de croire ou ne pas croire (voir athéisme et agnosticisme), fait l'objet dans certains textes de restrictions dans son exercice.

## Histoire

### Antiquité
Dans l'Antiquité, un point de vue syncrétique permettait aux communautés de commerçants d'agir selon leurs coutumes propres. Les affrontements entre juifs et grecs à Cyrène sont un exemple de cités cosmopolites facteurs de tumulte.
Lorsque l'ordre établi s'est senti menacé ou lorsque le chef a été déifié, comme à Rome ou en Perse, le refus d'offrir un sacrifice était assimilé au refus d'un serment d'allégeance.
Dans l'Empire romain, la liberté de culte a été accordée aux chrétiens par Galère avec l'édit de Sardique (311), puis par Constantin Ier avec l'édit de Milan (313).
En Inde, la liberté de culte était incluse dans une écriture d'Ashoka.

### Europe

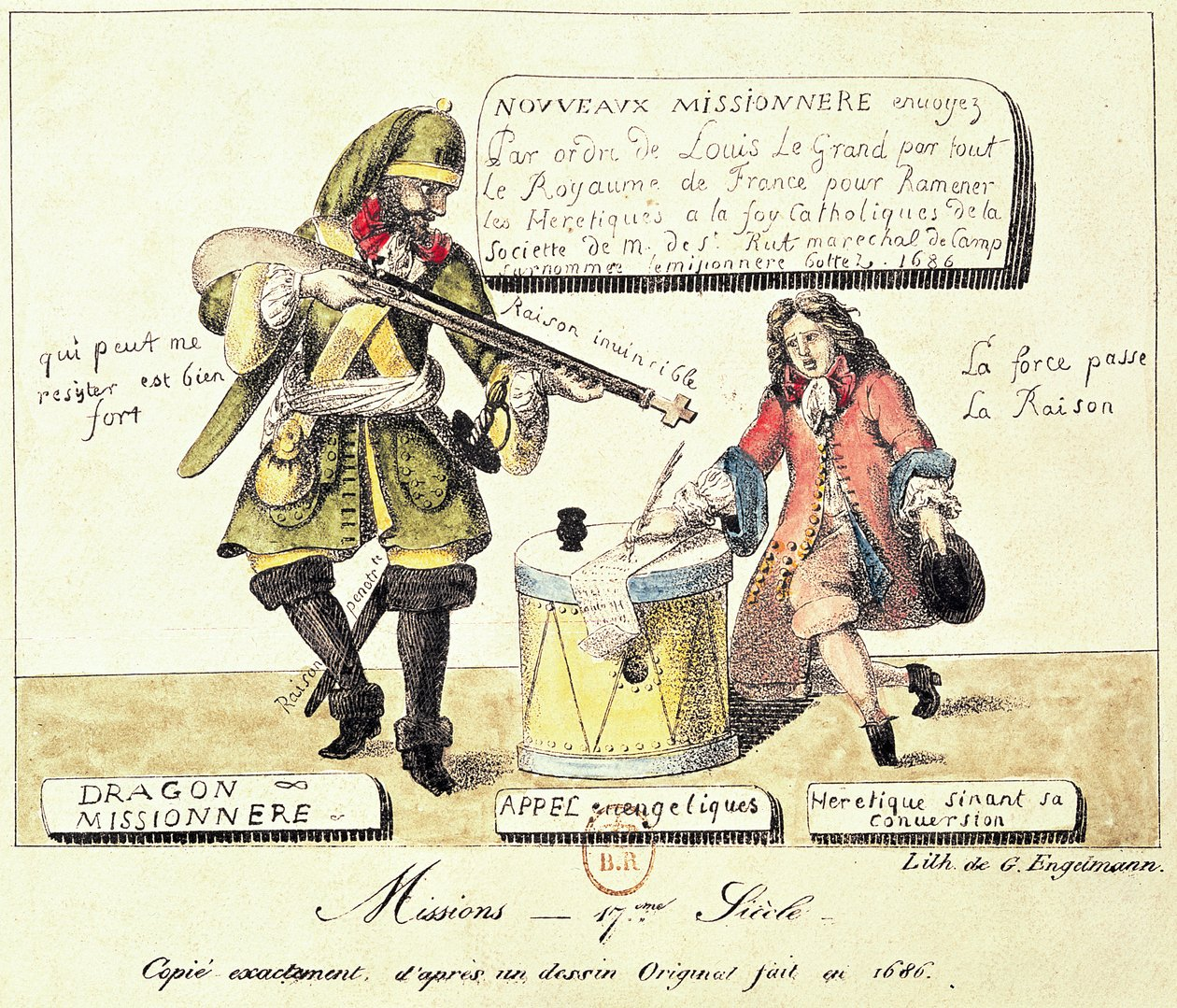
Un épisode de l'histoire religieuse de la France : les « dragonnades ».

Au Moyen Âge, l'Église catholique tenait, en Europe occidentale, les rênes des sociétés, notamment par le biais de l'Inquisition qui rendait des arrêts que les autorités civiles étaient tenues d'exécuter. Les juifs étaient alternativement tolérés et persécutés (expulsion des Juifs et des Musulmans d'Espagne en 1492). Dans les États latins d'Orient, les populations locales qui n'étaient pas catholiques furent persécutées (par exemple les martyrs de Kantara).
En 1534, Henri VIII d'Angleterre fut excommunié pour son divorce et son remariage avec Anne Boleyn et il établit une Église d'État avec des évêques nommés par la couronne (Église d'Angleterre). Thomas More fut exécuté en 1535 pour son opposition à Henri VIII.
L'intolérance envers les formes dissidentes de protestantisme est mise en évidence par l'exode des Pères pèlerins qui cherchèrent refuge en Hollande, puis finalement en Amérique.
William Penn fut acquitté pour avoir prêché un sermon quaker, mais le jury fut emprisonné pour cet acquittement, qui eut un grand retentissement sur les futures législations américaine et anglaise en matière de liberté de religion.

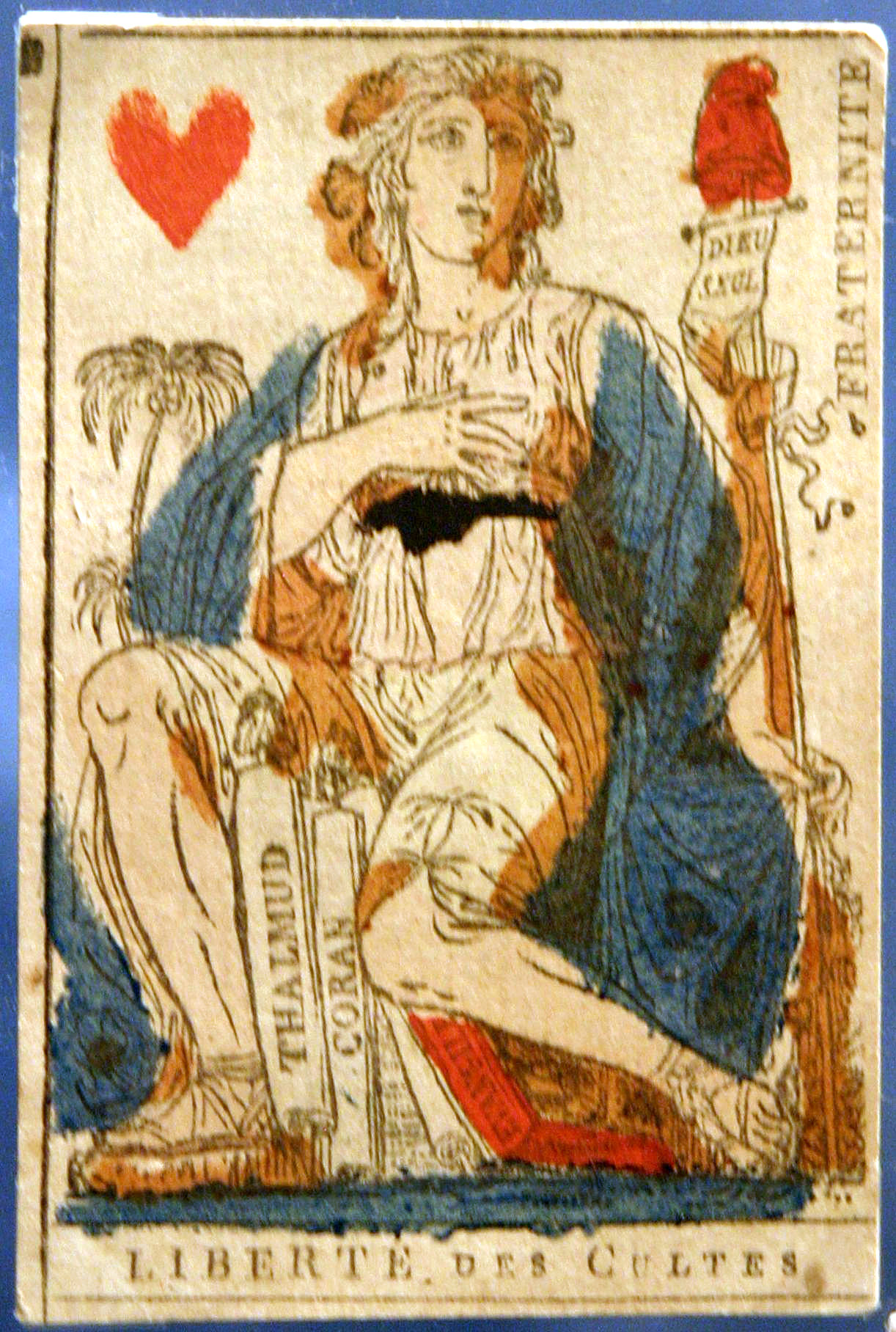
Carte provenant d'un jeu dessiné par David sous la Terreur : les dames incarnent des vertus ou des libertés nouvelles. Ainsi, la dame de cœur personnifie la fraternité et la liberté des cultes.

En 1555 Charles Quint toléra le luthéranisme par la paix d'Augsbourg.
En France, en 1570, le traité de Saint-Germain déclara la paix entre protestants et catholiques, mais les persécutions continuèrent (massacre de la Saint-Barthélemy) jusqu'à l'édit de Nantes, signé par Henri IV en 1598, puis révoqué en 1685 par Louis XIV.
Si Louis XVI, dans son édit de Versailles de 1787, ne reconnut pas d'autres cultes que le catholicisme, il donna néanmoins aux adeptes de ceux-ci le droit d'avoir un état-civil. La Révolution française permit la liberté de culte ; ainsi, la Déclaration des droits de l'homme et du citoyen de 1789, en son article 10, disposa : « Nul ne doit être inquiété pour ses opinions, même religieuses. » Le décret du 13 février 1790 a interdit les vœux monastiques et supprimé les ordres religieux réguliers, hors ceux chargés de l'éducation publique et des maisons de charité. Les prêtres qui n'avaient pas prêté serment à la constitution civile du clergé en 1791, appelés prêtres réfractaires, ont été persécutés pendant la Terreur.
Le 21 février 1795, la Convention met fin à cinq ans de non-tolérance du protestantisme en proclamant la liberté de culte. Désormais, l'État autorise l'exercice du culte de son choix, mais précise qu'aucun signe particulier à un culte ne peut être placé dans un lieu public, ni extérieurement et que l'État ne sera pas mis à contribution pour fournir des lieux de prière.
Dans le bloc de l'Est, durant la période communiste, tous les cultes religieux, considérés comme l'« opium du peuple, destiné à aliéner le prolétariat au profit des classes exploiteuses », furent soit interdits (Albanie), soit sévèrement persécutés (la plupart des prêtres et de nombreux croyants furent déportés en raison de leur pratique jusque dans les années 1970, et beaucoup de lieux de culte furent démolis ou reconvertis), soit (après les années 1970) étroitement surveillés et encadrés. Peu de lieux de prière furent laissés à l'usage religieux, seul un nombre limité de cultes était toléré par l'État et les autres croyances furent considérées comme des sectes et combattues. La situation évolua à partir de 1985 et la liberté de culte fut rétablie en 1990-91 pour les religions reconnues, dont le nombre augmenta avec la fin de ces régimes. Dans plusieurs pays (Pologne, Hongrie, pays de l'ex-Yougoslavie et de l'ex-URSS) les religions reconnues se substituèrent au communisme pour structurer l'identité locale.

### Extrême-Orient
La liberté de religion et de culte a été dominante en Inde sous les anciennes dynasties jusqu'aux environs de 1210 après l'invasion islamique (en:Islamic empires in India). Ainsi, l'égalité de traitement des religions est mentionnée dans une inscription d'Ashoka. L'empire moghol musulman fut fondé par le chef mongol Bâbur en 1526, à la Première bataille de Pânipat. Ses empereurs furent en général assez tolérants sur le plan religieux, le plus remarquable étant Akbar (1542-1605) dont la foi universaliste lui valut des accusations d'apostasie de la part de l'orthodoxie. Aurangzeb (1618-1707), par contre, tenta d'imposer l'islam comme religion exclusive.
La Chine a joui jusqu'au milieu du XXe siècle d'un degré appréciable de liberté religieuse avec pour conséquence diversité et syncrétisme. Néanmoins, la rivalité de certaines factions entraîna de brefs épisodes de répression (bouddhisme et autres religions allogènes) et le contrôle de l'État fut toujours important. Les religions « étrangères » devaient obtenir une autorisation pour faire du prosélytisme. Les mouvements considérés comme menaçant l'ordre social ou le pouvoir furent systématiquement éliminés.

## Religions universalistes

### Christianisme

#### Catholicisme
Au Moyen Âge, l'Église catholique majoritaire en Europe occidentale, détenait le pouvoir politique, notamment avec l'Inquisition, qui rendait des arrêts que les autorités civiles devaient obligatoirement suivre. La liberté de religion n'était pas considérée, favorisant ainsi des persécutions contre les autres groupes religieux.
En 1965 avec la déclaration Dignitatis Humanae du IIe concile œcuménique du Vatican, l'Église catholique a affirmé la liberté religieuse pour tous. Le jésuite américain John Courtney Murray fut le principal rédacteur de la déclaration.

#### Protestantisme

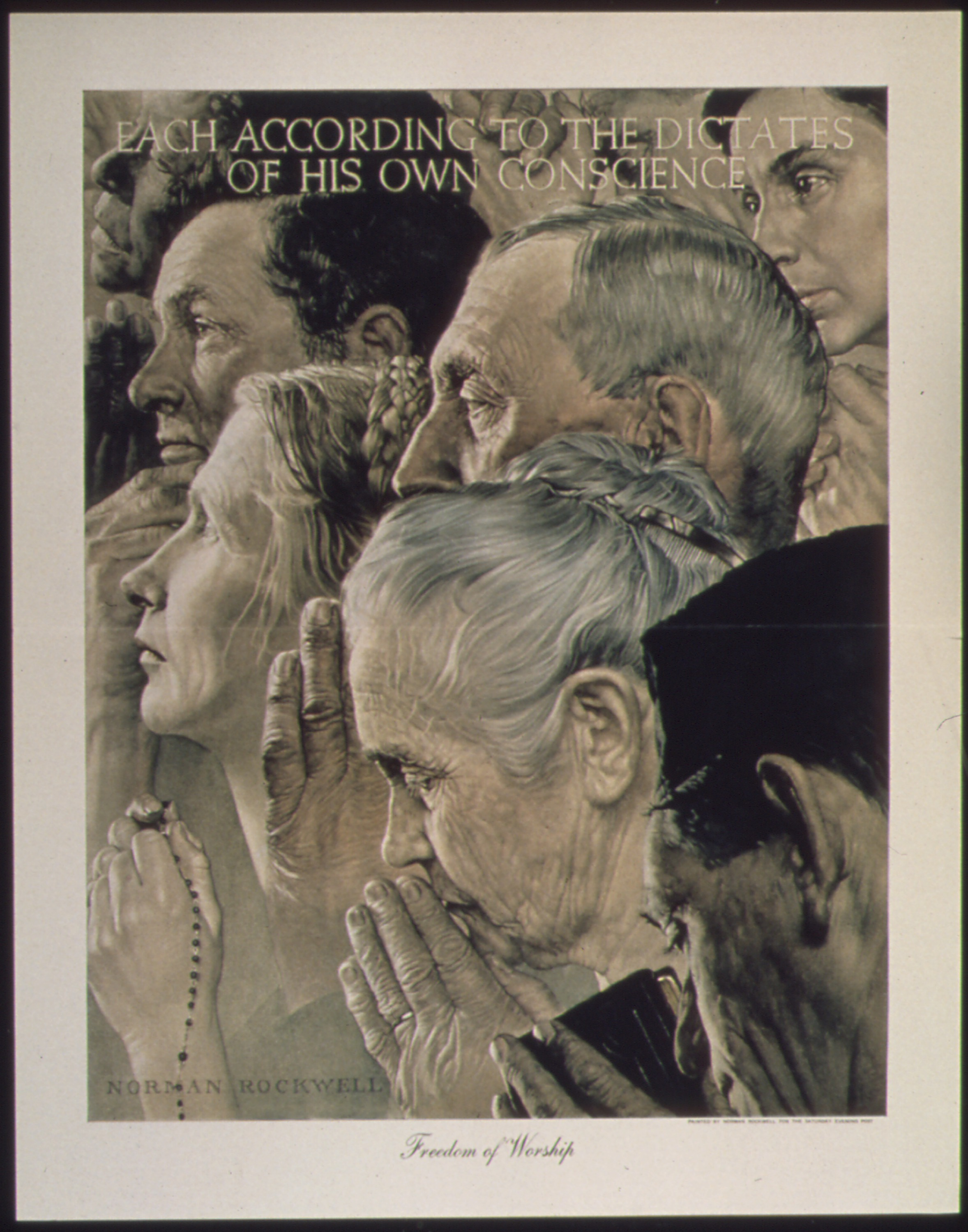
La Liberté de culte, par Norman Rockwell (1943), musée Norman Rockwell, Stockbridge (Massachusetts).

Dans le protestantisme, certains groupes sont très attachés à la liberté religieuse pour toute religion alors que d'autres, au contraire, y sont plutôt opposés, comme certains fondamentalistes chrétiens.
À ses débuts, l'Église anglicane ne tolérait pas les autres formes de protestantisme, favorisant l'exode de plusieurs groupes chrétiens, dont les puritains qui ont émigré en Hollande et en Amérique.
Le mouvement anabaptiste du XVIe siècle a considéré la liberté de religion comme essentielle, notamment avec le baptême du croyant qui est basé sur le choix personnel et volontaire de la foi chrétienne, ainsi que pour son support à la séparation de l’Église et de l’État. L'Association internationale de la liberté religieuse a été fondée en 1893 par l'Église adventiste du septième jour. En 1974, l'Alliance évangélique mondiale a créé la commission des préoccupations théologiques afin de notamment surveiller la liberté religieuse dans le monde,.

### Islam
Les théologiens islamiques citent le Coran (verset 2-256 : « Il n'y a pas de contrainte en religion ») pour affirmer que l'islam accorde la liberté religieuse. D'autres versets vont dans le même sens : « Et ne discutez que de la meilleure façon avec les gens du Livre, sauf ceux d'entre eux qui sont injustes, et dites : « Nous croyons en ce qu'on a fait descendre vers nous et descendre vers vous, tandis que notre Dieu et votre Dieu est le même, et c'est à Lui que nous nous soumettons. » En Espagne, entre 711 et 1492, on parle de convievencia pour décrire cette période où musulmans, chrétiens et juifs vivaient dans une relative paix et où les idées culturelles s'échangeaient, la tolérance religieuse étant respectée.
Mais plusieurs versets, notamment ceux concernant « l'effort, la lutte » sont interprétés par certains afin de dominer les autres (musulmans, fidèles d'une religion différente ou bien athées) en se justifiant par la religion.
La jurisprudence de certaines écoles islamiques considère que l'apostasie est un crime passible de la peine de mort.
À l'heure actuelle, les pratiques varient suivant les États :
- L'Arabie saoudite qui abrite les sites de La Mecque et de Médine ne permet pas l'expression publique d'autres croyances que l'islam.
- En Algérie, l'islam est la religion d'État (article 2 de la Constitution de 1996). L'article 36 évoque l'inviolabilité de la liberté de conscience et d'opinion dans l'espace privé, mais pas celle de religion dans l'espace public. En 2006, un texte législatif est introduit protégeant l'exercice des cultes autres que musulman : « l'État algérien dont la religion est l'Islam, garantit le libre exercice du culte dans le cadre du respect des dispositions de la Constitution, de la présente ordonnance, des lois et règlements en vigueur, de l'ordre public, des bonnes mœurs et des droits et libertés fondamentaux des tiers »[20]. Ainsi, l'État algérien garantit également la tolérance et le respect entre les différentes religions[21]. Néanmoins, en 2007, plusieurs chrétiens ont été emprisonnés pour faits de prosélytisme, et le fait d'avoir une bible dans l'espace public est passible d'une amende et d'emprisonnement.
- En Turquie, le président Erdogan affirme le 24 novembre 2014 : « Coran à l'appui, que les femmes ne pouvaient être considérées comme les égales des hommes » et déclare que selon l'islam le rôle des femmes dans la société est de faire des enfants. Les associations de défense des femmes turques accusent le gouvernement d'encourager les violences conjugales. Selon elles, « plus de 200 femmes ont été tuées en Turquie par leur mari ou leur compagnon depuis le début de l'année »[22]. Le port du voile islamique dans les universités, après plusieurs tentatives infructueuses (véto de la cour constitutionnelle, menace de dissolution), a été autorisé en février 2008 par la Grande Assemblée nationale de Turquie et, à la rentrée 2017, les programmes scolaires comprennent désormais la notion de djihad et suppriment toute référence à la notion d'évolution[23]. De ce fait, beaucoup de Turcs d’idéologie kémaliste estiment que la laïcité en Turquie est menacée. Enfin les minorités religieuses sont discriminées, bien qu'elles soient numériquement peu nombreuses : les chiites turcs sont persécutés, des pogroms ayant même été commis en 2007 par des groupes sunnites radicaux instrumentalisés par l'État à des fins politiques[24] ; l'Institut de théologie orthodoxe de Halki ayant été fermé sine die, l'Église orthodoxe de Constantinople ne peut plus former de popes (alors que des popes étrangers ou formés à l'étranger n'ont pas le droit d'exercer en Turquie), et les orthodoxes se voient retarder sans date les autorisations de réparer leurs églises. Enfin le Vatican a dénoncé la « christianophobie institutionnelle en Turquie » : Edmond Farhat, nonce apostolique (en) à Ankara, a affirmé que la liberté religieuse n'existe que sur le papier dans ce pays. L'Église catholique romaine se plaint notamment de ce qu'aucune reconnaissance juridique ne lui soit accordée, reconnaissance qu'elle réclame depuis 1970. Le commissaire européen chargé de l'élargissement, Olli Rehn, a d'ailleurs informé par écrit le gouvernement turc que le statut inéquitable des cultes appliqué en Turquie ne répondait pas aux critères fixés par l'Union.

## Droit international et national
La Déclaration universelle des droits de l'Homme garantit que « Toute personne a droit à la liberté de pensée, de conscience et de religion ; ce droit implique la liberté de changer de religion ou de conviction, ainsi que la liberté de manifester sa religion ou sa conviction individuellement ou collectivement, en public ou en privé, par le culte, l'enseignement, les pratiques et l'accomplissement des rites ».
Le Pacte international relatif aux droits civils et politiques réaffirme les propos de la Déclaration universelle et ajoute la liberté de manifester individuellement ou collectivement publiquement ou en privé sa religion à travers le culte, l'accomplissement des rites, la pratiques et l'enseignement dans le respect de la santé publique, de l'ordre et de la sécurité, de la morale ou des droits et libertés d'autrui. Il garantit tout aussi la liberté de se convertir à une religion et aux parents la liberté d'assurer une éducation religieuse et morale à leurs enfants.
Le Comité des droits de l'homme, dans Observation générale no 22 : Article 18 (Droit à la liberté de pensée, de conscience et de religion), observait que l'accomplissement des rites et la pratique religieuses incluaient des coutumes tels que l'observation des interdits alimentaires, le port de vêtements ou de couvre-chefs religieux, la participation à des rites de passage et l'emploi d'une langue religieuse. De plus, elle rappelle que la majorité de la population ne devait pas adopter des mesures discriminatoires qui restreignent, d'une manière spéciale, la pratique de religions minoritaires.

### Chine
La politique religieuse de la République populaire de Chine, influencée par l'idéologie communiste athée contrôle étroitement la pratique religieuse. Le gouvernement de Chine populaire ne reconnaît que cinq religions, le taoïsme, le bouddhisme, l'islam, le protestantisme et le catholicisme. Les autres cultes sont considérés comme des sectes et étroitement surveillés.

### États-Unis

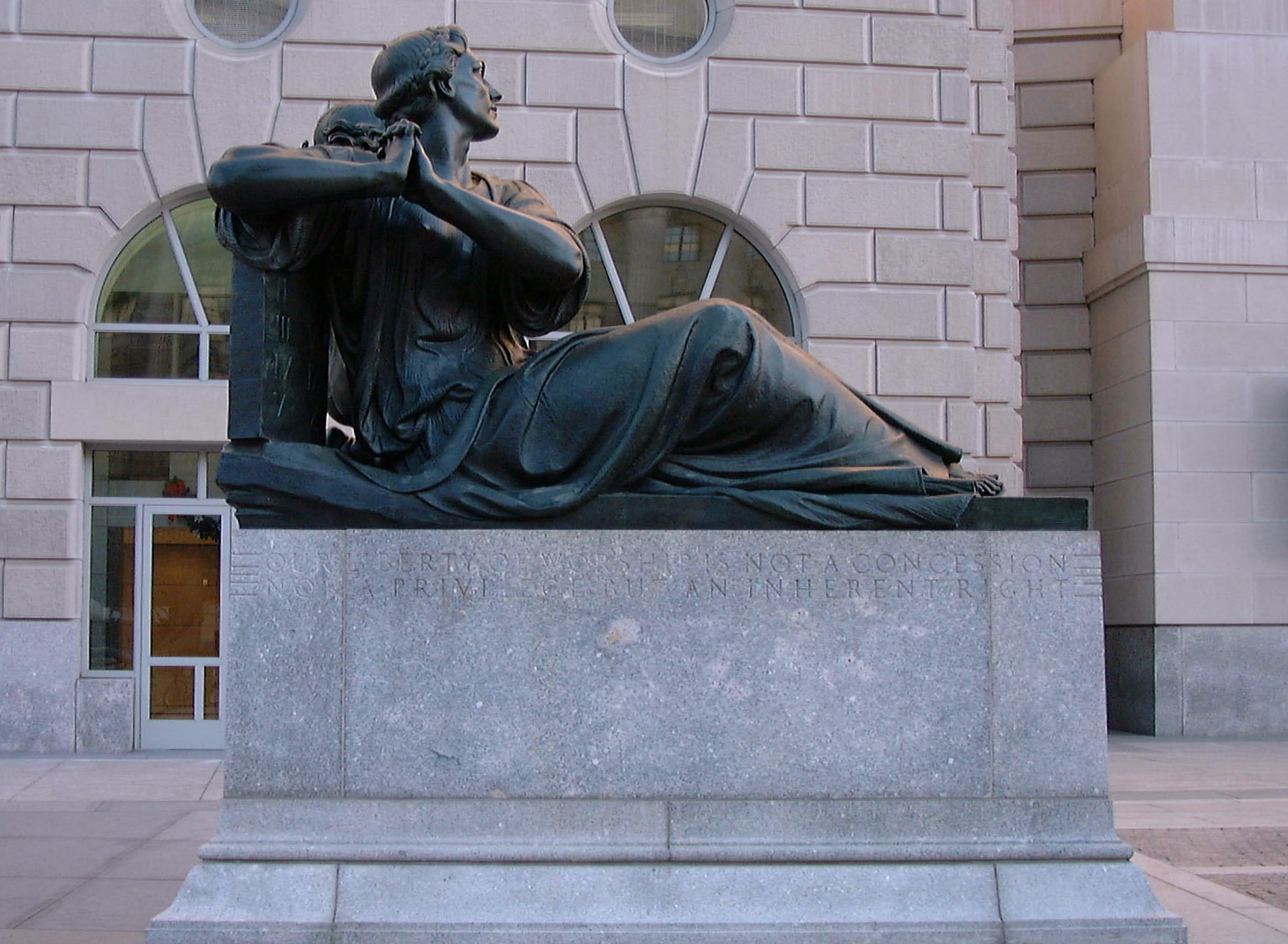
Une des trois parties du monument à Oscar Straus à Washington, D.C., en l'honneur de la liberté de religion.

Le statut pour la liberté religieuse de Virginie (Virginia Statute for Religious Freedom) est le premier texte américain qui instaure la liberté de conscience : il fut rédigé en 1779 par Thomas Jefferson et adopté par l'Assemblée générale de Virginie en 1786, pendant la période coloniale. En 1791, le Premier amendement de la Déclaration des droits proclame « Le Congrès ne fera aucune loi accordant une préférence à une religion ou en interdisant le libre exercice, restreignant la liberté d'expression, la liberté de la presse ou le droit des citoyens de se réunir pacifiquement et d'adresser à l'État des pétitions pour obtenir réparation de torts subis ».
Chaque année, le National Religious Freedom Day (en) est officiellement proclamé par le président américain le 16 janvier, mais n'est pas un jour férié. Ce jour est commémoré par une remise de Prix décernés par le First Freedom Center (en) de Richmond lors d'un banquet.

### Europe
La Convention européenne des droits de l'homme reprend dans son article 9 et en l'amendant, l'article 18 de la Déclaration Universelle : « Toute personne a droit à la liberté de pensée, de conscience et de religion ; ce droit implique la liberté de changer de religion ou de conviction, ainsi que la liberté de manifester sa religion ou sa conviction individuellement ou collectivement, en public ou en privé, par le culte, l'enseignement, les pratiques et l'accomplissement des rites. » et précise également les restrictions liées à la liberté de conviction et de religion en amendant l'alinéa 3 de la déclaration de 1981 : « La liberté de manifester sa religion ou ses convictions ne peut faire l'objet d'autres restrictions que celles qui, prévues par la loi, constituent des mesures nécessaires, dans une société démocratique, à la sécurité publique, à la protection de l'ordre, de la santé ou de la morale publiques, ou à la protection des droits et libertés d'autrui ».

#### France

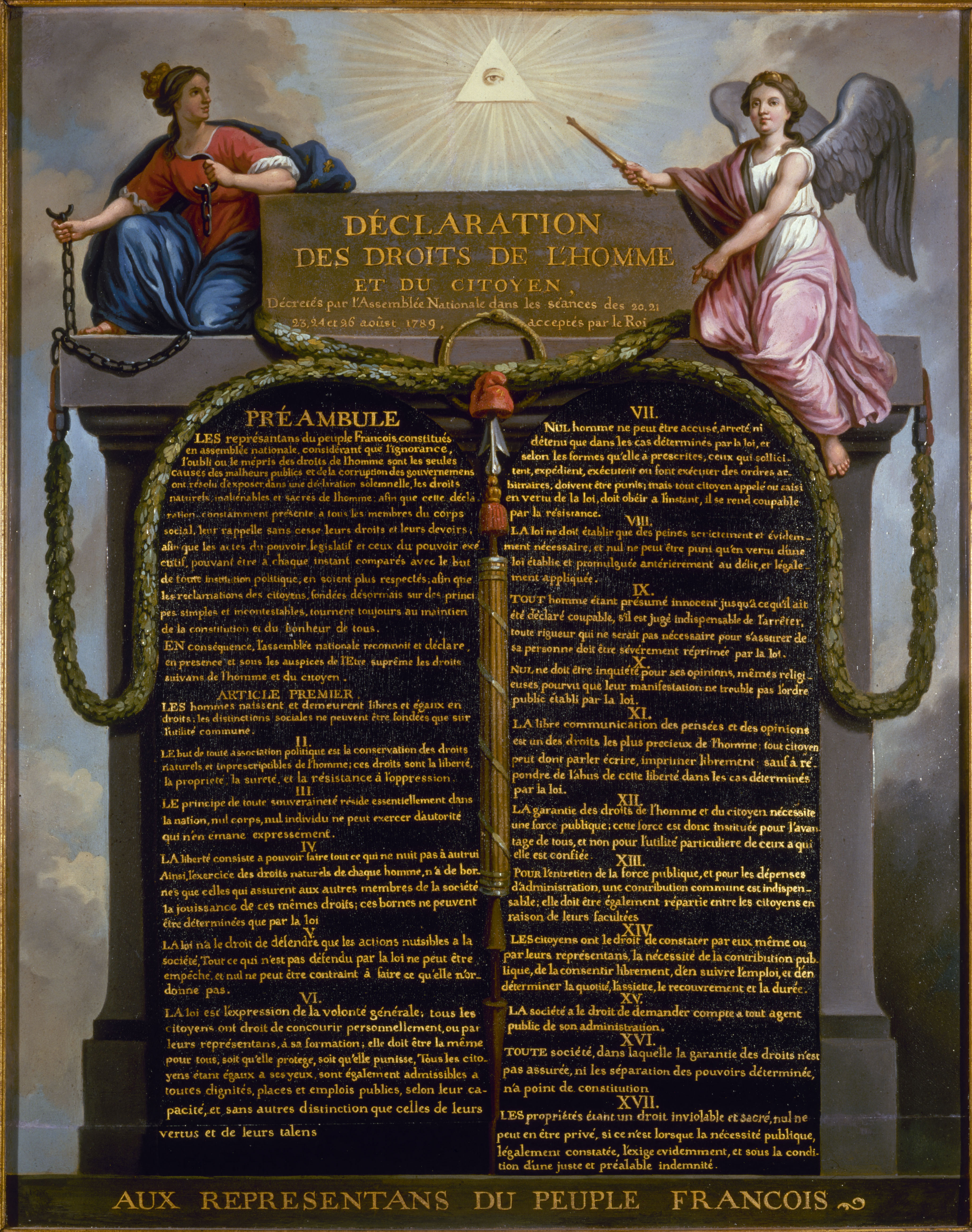
La Déclaration des droits de l'homme et du citoyen de 1789.

En France, la liberté religieuse est évoquée dans l'article 10 de la Déclaration des droits de l'homme et du citoyen de 1789 : « Nul ne doit être inquiété pour ses opinions, même religieuses, pourvu que leur manifestation ne trouble pas l'ordre public établi par la loi ».
La loi de séparation des Églises et de l'État en 1905 reprend la notion de « culte » introduite par le concordat de 1801, qui désigne la pratique associée à une croyance au sens large. L'État s'interdit de définir ce qu'est ou n'est pas une religion ou une croyance. Son article premier dispose que « la République assure la liberté de conscience. Elle garantit le libre exercice des cultes sous les seules restrictions édictées ci-après dans l'intérêt de l'ordre public ».
Selon l'article 1 de la Constitution française de 1958, « La France est une République indivisible, laïque, démocratique et sociale. Elle assure l'égalité devant la loi de tous les citoyens sans distinction d'origine, de race ou de religion. Elle respecte toutes les croyances ».

#### Suisse
En Suisse, la Constitution fédérale prévoit que « La liberté de conscience et de croyance est garantie. Toute personne a le droit de choisir librement sa religion ainsi que de se forger ses convictions philosophiques et de les professer individuellement ou en communauté. Toute personne a le droit d’adhérer à une communauté religieuse ou d’y appartenir et de suivre un enseignement religieux. Nul ne peut être contraint d’adhérer à une communauté religieuse ou d’y appartenir, d’accomplir un acte religieux ou de suivre un enseignement religieux » (article 15).

### Israël
« la Déclaration d'indépendance de l'État d'Israël de 1948 garantit la liberté de culte à toute la population. Chaque communauté religieuse est libre, en droit et dans les faits, de pratiquer sa religion, de célébrer ses fêtes, d’observer son jour de repos hebdomadaire et d’administrer ses propres affaires. Chacune a son conseil et ses tribunaux religieux, reconnus par la loi et ayant compétence pour les affaires religieuses et les questions de statut personnel telles que mariages et divorces. Chacune a ses lieux de culte, sa liturgie et ses caractéristiques architecturales qui ont évolué au cours des siècles ».

## Débats contemporains

### Liberté religieuse dans le monde

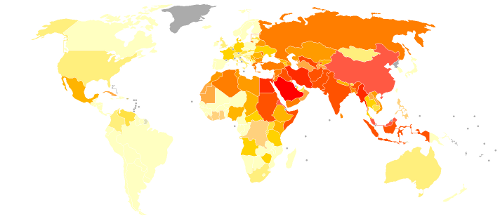
Liberté religieuse par État en 2009 selon le Pew Research Center (qui place toutes les croyances sur un pied d'égalité y compris celles considérées comme sectaires et/ou mercantiles). Jaune clair : peu de restriction (tous les cultes peuvent s'y développer) ; rouge : très forte restriction à la liberté religieuse en général ; couleurs intermédiaires : restrictions partielles (notamment envers les cultes non-reconnus).

Plusieurs organismes suivent l'évolution des libertés religieuses dans le monde, dont le Pew Research Center.
L'Observatoire de la liberté religieuse, mis en place par Aide à l'Église en détresse, estime que 200 millions de chrétiens dans le monde, toutes tendances confondues, ne peuvent pas vivre leur foi librement. L'observatoire offre une base documentaire qui donne, pour chaque pays, des données statistiques sur les religions, la législation religieuse ainsi que les derniers faits en matière de liberté religieuse. Cette base est mise à jour tous les deux ans.
De nombreuses organisations internationales défendent la liberté de religion et promeuvent le dialogue interreligieux, dont l'Association internationale pour la liberté religieuse (fondée en 1900, siège à Londres), d'inspiration unitarienne, l'Association internationale de la liberté religieuse (fondée 1893, siège à Silver Spring) et l'Association internationale pour la défense de la liberté religieuse (fondée en 1946, siège Berne), toutes deux d'inspiration adventiste, ainsi que Stefanus Alliance International (fondée en 1967, siège à Oslo), Religions for Peace (fondée en 1970, siège à New York), Christian Solidarity Worldwide (fondée en 1977, siège à Londres), United Religions Initiative (fondée en 2000, siège à San Francisco), le Panel international de parlementaires pour la liberté de religion ou de conviction (fondé en 2014, siège à Oslo), l'Alliance internationale pour la liberté de religion ou de conviction (fondée en 2020, siège à Washington). Le Parlement des religions, qui s'est tenu à Chicago du 11 au 27 septembre 1893, est un événement fondateur de ces différents organismes.

### Pratique religieuse et loi civile
Du point de vue d'un groupe religieux donné, la liberté religieuse signifie pouvoir suivre sans restriction les règles de sa propre religion dans tous les domaines concernés et faire éventuellement du prosélytisme.
À l'inverse, selon l'État laïc, la liberté religieuse est avant tout une liberté d'opinion, la liberté de pratique pouvant être restreinte au nom de l'intérêt commun. Le maintien de cette liberté implique de ne favoriser aucune religion par rapport aux autres ou aux non-croyants, d'interdire l'ingérence des institutions religieuses dans le gouvernement et l'administration, et de ne pas accorder un statut spécifique aux pratiquants de certaines religions. L'État laïc impose donc des lois s'appliquant uniformément à tous, qui peuvent parfois contredire les règles de certaines communautés ou interdire certaines pratiques. L'État séculier soutient le droit à l'apostasie, corollaire de la liberté d'opinion, alors qu'il peut arriver qu'une religion ou un courant à l'intérieur d'une religion la réprouvent.

### Liberté de religion de l'enfant
La déclaration du 25 novembre 1981 de l'ONU stipulait (article 5, alinéa 1) : « Les parents ou, le cas échéant, les tuteurs légaux de l'enfant ont le droit d'organiser la vie au sein de la famille conformément à leur religion ou leur conviction et en tenant compte de l'éducation morale conformément à laquelle ils estiment que l'enfant doit être élevé » et alinéa 5 : « Les pratiques d'une religion ou d'une conviction dans lesquelles un enfant est élevé ne doivent porter préjudice ni à sa santé physique ou mentale ni à son développement complet, compte tenu du paragraphe 3 de l'article premier de la présente Déclaration ».
Désormais, la Convention internationale sur les droits de l'enfant, dite aussi « Convention de New York », adoptée par l'Organisation des Nations unies le 20 novembre 1989, est le texte fondateur des droits de l'enfant à l'échelle mondiale ; l'article 14 précise ces droits vis-à-vis de la liberté de religion :
1. « Les États parties respectent le droit de l'enfant à la liberté de pensée, de conscience et de religion.
2. Les États parties respectent le droit et le devoir des parents ou, le cas échéant, des représentants légaux de l'enfant, de guider celui-ci dans l'exercice du droit susmentionné d'une manière qui corresponde au développement de ses capacités.
3. La liberté de manifester sa religion ou ses convictions ne peut être soumise qu'aux seules restrictions qui sont prescrites par la loi et qui sont nécessaires pour préserver la sûreté publique, l'ordre public, la santé et la moralité publiques, ou les libertés et droits fondamentaux d'autrui ».

L'article 18 précise également dans l'alinéa 1 : « Les États parties s'emploient de leur mieux à assurer la reconnaissance du principe selon lequel les deux parents ont une responsabilité commune pour ce qui est d'élever l'enfant et d'assurer son développement. La responsabilité d'élever l'enfant et d'assurer son développement incombe au premier chef aux parents ou, le cas échéant, à ses représentants légaux. Ceux-ci doivent être guidés avant tout par l'intérêt supérieur de l'enfant ».

### Lutte antisectes et liberté de religion
En France, une commission parlementaire a publié en 1995 une liste de 173 mouvements jugés sectaires et proposé des modifications de législation qui ont mené au vote de la loi About-Picard en 2001. Les critères pour définir une secte ont été considérés par les adversaires de cette loi comme vagues : les principaux critères se réfèrent au refus de certains droits et devoirs constitutionnels, comme le vote, les soins médicaux prodigués par la médecine publique universitaire, le contrôle des autorités fiscales, éducatives, sanitaires ou du travail, les liens sociaux extérieurs à la communauté, la pratique de la culpabilisation, du harcèlement moral ou des abus sexuels, ainsi que la gestion des biens des fidèles.
Le gouvernement français a rappelé à diverses reprises que les rapports parlementaires sur les sectes n'avaient aucune valeur juridique : seule compte la loi. La liste de sectes, très controversée, a été officiellement abandonnée en 2005.
En Belgique, la publication d'un rapport similaire en 1997 a provoqué une violente controverse au parlement, qui a dû renoncer à définir une liste de sectes, et a valu à l'État belge une condamnation en justice en 2005, condamnation toutefois annulée par la Cour de cassation. En 2011, le parlement belge a voté une nouvelle infraction, proche de celle de la loi About-Picard, réprimant l'abus de vulnérabilité, et érigeant la déstabilisation psychologique en circonstance aggravante.